# エスタジオ・ド・モルンビー
エスタジオ・ド・モルンビーことエスタジオ・シーセロ・ポンペウ・ヂ・トレド（葡: Estádio do Morumbi、葡: Estádio Cícero Pompeu de Toledo）は、ブラジル・サンパウロ州サンパウロにあるスタジアム。

## 概要

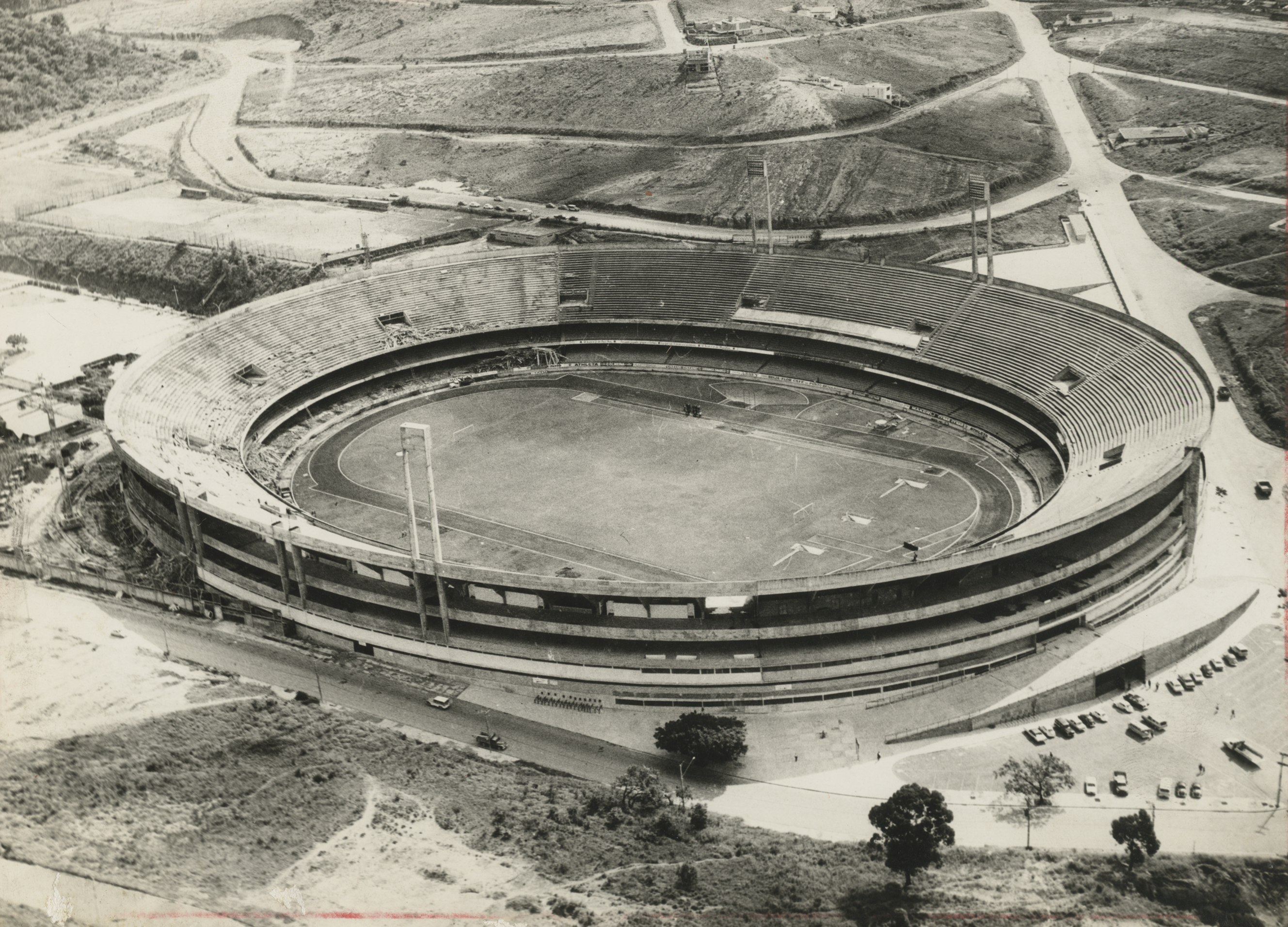
Morumbiのスタジアム、1970年1月23日の航空写真。

サンパウロ有数の高級住宅街・モルンビーに位置する地元のサッカークラブかつ名門クラブの「サンパウロFC」のホームスタジアムであり、約8万人（実質は73,501）が収容できる。これはブラジル国内においてエスタジオ・ド・マラカナンに次ぐ大規模のスタジアムである。なお1977年には、138,032人の観客を収容した記録がある。
ブラジルで最大の都市であるサンパウロにおいて最大の観客収容数を持つ施設であることから、過去にクイーンやマドンナ、ポール・マッカートニーやジャスティン・ビーバーなどのアーティストのコンサートも開催されている。
サンパウロを本拠地とするSCコリンチャンス・パウリスタとSEパルメイラスの2つのクラブは、いずれもクラブ所有の本拠地があったものの、収容人員がブラジル全国リーグ1部のほかのクラブのスタジアムに比べてキャパシティが少なかったため、パカエンブサッカー場を本拠地としていたが、当スタジアムでもホームゲームの一部を開催した事例がある。
現在は、コリンチャンスがコリンチャンスアリーナ、パルメイラスはエスタジオ・パレストラ・イタリアを増築により建て替えたアリアンツ・パルケ（パルメイラスアリーナ）にそれぞれ本拠地を移しており、モルンビー、パカエンブからはともに撤退している。

## 施設

### サッカー用
主にサッカーの試合会場として使用されるメインスタジアムの他に、サッカー専用の練習用グラウンドやクラブハウスがある。選手や関係者専用の駐車場のほか、観客向けの駐車場もある。

### その他
サンパウロFCの母体である高級スポーツクラブの本拠地でもあるため、サッカー用施設以外にも、陸上競技用の施設やプール、スポーツジムやレストランなども完備されている。また、クラブ会員専用の駐車場も完備されている。

## アクセス
サンパウロの中心地から、サンパウロ地下鉄4号線（将来サンパウロ地下鉄17号線に統合予定）のサンパウロ=モルンビー駅の他、路線バスやタクシーによるアクセスが可能である。
また、自家用車やレンタカーによるアクセスも可能であるが、カンピオナート・ブラジレイロの試合が開催される際には、周辺の渋滞や駐車場の混雑に注意が必要である。